# Cimmerites
Cimmerites is een geslacht van kevers uit de familie van de loopkevers (Carabidae). De wetenschappelijke naam van het geslacht is voor het eerst geldig gepubliceerd in 1928 door Jeannel.

## Soorten
Het geslacht Cimmerites omvat de volgende soorten:
- Cimmerites aibgensis Belousov, 1998
- Cimmerites convexus Belousov, 1998
- Cimmerites elegans Belousov, 1998
- Cimmerites grandis Belousov, 1998
- Cimmerites kryzhanovskii Belousov, 1998
- Cimmerites kurnakovi Jeannel, 1960
- Cimmerites morozovi Dolzhanski et Ljovuschkin, 1990
- Cimmerites ovatus Belousov, 1998
- Cimmerites serrulatus Winkler, 1926
- Cimmerites similis Belousov, 1998
- Cimmerites subcylindricus Belousov, 1998
- Cimmerites vagabundus Belousov, 1998
- Cimmerites zamotajlovi Belousov, 1998